# ソロモン・バーク
ソロモン・バーク（Solomon Burke、1940年3月21日 - 2010年10月10日）は、アメリカ合衆国の歌手。主にR&B/ソウルやゴスペルの分野で活動し、ミック・ジャガーやヴァン・モリソン等のロック・ミュージシャンにも大きな影響を与えた。
「ローリング・ストーンの選ぶ歴史上最も偉大な100人のシンガー」において第89位。

## 来歴

### 1940年代〜1990年代
ペンシルベニア州フィラデルフィア出身。7歳の頃、教会で初めて説教を行い、まだティーンエイジャーになる前に、自分のラジオ番組を持ってゴスペルを歌っていた。1955年以降は、アポロ・レコードから何枚かのレコードを発表。
1960年、アトランティック・レコードと契約。1961年には、「ジャスト・アウト・オブ・リーチ」が『ビルボード』誌のポップ・チャートで24位、R&Bチャートで7位に達し、初の全国的ヒット曲となった。バークのヒット曲「ダウン・イン・ザ・ヴァレー」（1962年）はオーティス・レディングにカヴァーされ、「クライ・トゥ・ミー」（1962年）や「エヴリバディ・ニーズ・サムバディ・トゥ・ラヴ」（1964年）はローリング・ストーンズにカヴァーされた。「ゲット・ユー・オフ・マイ・マインド」（1965年）は、バークにとって初のR&Bチャート1位獲得シングルとなり、ポップ・チャートでも22位に達した。
1968年には、アーサー・コンリー、ドン・コヴェイ、ベン・E・キング、ジョー・テックスと共にソウル・クランというユニットを結成し、シングル「Soul Meeting」をリリース。同作はR&Bチャートで34位に達した。
1969年にはクリーデンス・クリアウォーター・リバイバルのカヴァー「プラウド・メアリー」をヒットさせるが、1970年代になるとヒット曲に恵まれなくなる。しかし、バークはその後も精力的な活動を続ける。1981年、ニューヨークでソウル・クランの再結成公演が行われるが、この時はアーサー・コンリーの都合がつかなかったため、代役としてウィルソン・ピケットが参加した。
1986年には映画『The Big Easy』で俳優デビューを果たした。また、映画『ダーティ・ダンシング』（1987年）のサウンドトラックでは、バークのヒット曲「クライ・トゥ・ミー」が使用された。

### 2000年代以降
2000年公開の映画『アンブレイカブル』のサウンドトラックで、バークのヒット曲「ジャスト・アウト・オブ・リーチ」が使用された。2001年、バークはロックの殿堂入りを果たし、その授賞式ではメアリー・J. ブライジがプレゼンターを務め、キース・リチャーズとバークの共演による「エヴリバディ・ニーズ・サムバディ・トゥ・ラヴ」が披露された。
2002年発表の『ドント・ギヴ・アップ・オン・ミー』は、バークを敬愛するミュージシャンが新たに書き下ろした楽曲を集めたアルバムで、ヴァン・モリソン、トム・ウェイツ、ブライアン・ウィルソン、ボブ・ディラン、ニック・ロウ等が新曲を提供した。同作は、グラミー賞最優秀コンテンポラリー・ブルース・アルバム部門を受賞し、バークは初のグラミー受賞を果たす。また、デレク・トラックス・バンドの『ジョイフル・ノイズ』（2002年）にもゲスト参加した。2002年11月4日には、バークはローリング・ストーンズのロサンゼルス公演にゲスト参加し、「エヴリバディ・ニーズ・サムバディ・トゥ・ラヴ」を共演。この模様は、アルバム『ライヴ・リックス』（2004年）に収録された。
2003年、ジャンキーXLのアルバム『ラジオJXL〜ア・ブロードキャスト・フロム・ザ・コンピューター・ヘル・キャビン』からの先行シングル「キャッチ・アップ・トゥ・マイ・ステップ」に、フィーチャリング・アーティストとして参加。2004年、ローリング・ストーンの選ぶオールタイム・グレイテスト・ソング500で、バークの「エヴリバディ・ニーズ・サムバディ・トゥ・ラヴ」が429位に選出された。
2005年のアルバム『メイク・ドゥー・ウィズ・ワッチュー・ガット』は、ヴァン・モリソンやドクター・ジョンが書き下ろした新曲や、ボブ・ディラン、ザ・バンド、ローリング・ストーンズのカヴァー等を収録。続く『ナッシュビル〜キング・ソロモン・シングス・リズム&カントリー』（2006年）ではカントリーに挑戦した。2008年のアルバム『ライク・ア・ファイア』は、スティーヴ・ジョーダンがプロデュースを担当し、エリック・クラプトンが2曲を提供。
2010年5月の第24回ジャパン・ブルース&ソウル・カーニバルで初の日本公演を行った。
2010年10月、公演が予定されていたオランダのアムステルダム・スキポール空港で急逝した。地元放送局のNOSによると、ソロモンはロサンジェルスからの便に乗っており、スキポール空港に到着したあと、機内で死亡しているのが発見されたという。死因については、ソロモン・バークのオフィシャルサイトで10日、親族が「自然死」と説明した。

## ディスコグラフィ
- You Can Run But You Can't Hide（1958年）
- Solomon Burke（1962年）
- ロックン・ソウル - Rock 'n' Soul（1964年）
- The Best of Solomon Burke（1965年）
- アイ・ウィッシュ・アイ・ニュー - I Wish I Knew（1968年）
- キング・ソロモン - King Solomon（1968年）
- プラウド・メアリー - Proud Mary（1969年）
- King Heavy（1972年）
- Cool Breeze（1972年、サウンドトラック）
- Electronic Magnetism（1972年）
- I Have a Dream（1974年）
- Back to My Roots（1975年）
- Music to Make Love By（1975年）
- Sidewalks, Fences & Walls（1979年）
- Lord We Need a Miracle（1979年）
- Get Up and Do Something（1979年）
- King of Rock 'n' Soul（1981年）
- Take Me, Shake Me（1983年）
- Soul Alive!（1984年）
- A Change is Gonna Come（1986年）
- Into My Life You Came（1990年）
- This is His（1990年）
- Homeland（1990年）
- ソウル・オブ・ザ・ブルース - Soul of the Blues（1993年）
- ライヴ・アット・ザ・ハウス・オブ・ブルース - Live at House of Blues（1994年）
- Definition of Soul（1997年）
- We Need a Miracle（1998年）
- Not by Water But Fire This Time（1999年）
- Soulman（2002 年）
- ドント・ギヴ・アップ・オン・ミー - Don't Give Up on Me（2002年）
- The Incredible Solomon Burke at His Best（2002年）
- The Apollo Album（2003年）
- メイク・ドゥー・ウィズ・ワッチュー・ガット - Make Do With What You Got（2005年）
- ナッシュビル〜キング・ソロモン・シングス・リズム&カントリー - Nashville（2006年）
- ライク・ア・ファイア - Like a Fire（2008年）
- Nothing's Impossible（2010年）
- Hold on Tight（Solomon Burke & De Dijk名義）（2011年）